# Pao Hszi-sun
Bao Xishun (Pao Hszi-sun, 鮑喜順) (1951–) kínai pásztor Belső-Mongóliából, 2007-ig a világ legmagasabb embereként a Guinness-rekord tartója. 236 cm-es magasságát 16 és 23 éves kora között érte el; különleges mértékű növekedésének okát nem tudni.

## Életrajza
Három évet szolgált a hadseregben, játszott a sereg kosárlabdacsapatában is, míg reumája elő nem tört, és le nem szerelt. Betegsége állítólag nincsen kapcsolatban a magasságával, és annak a gyerekkori szokásának tulajdonítják, hogy a szabad ég alatt aludt.
Leszerelése után visszatért Belső-Mongóliába, és anyjával élt, amíg ő 1991-ben meg nem halt. Anyja halála után visszahúzódott a világtól, később egy étteremben kapott állást „köszöntő”-ként.
Hamar nyilvánosságot kapott a helyi sajtóban, és 2005 januárjában kiderült, hogy 2 mm-rel magasabb az addigi csúcstartó Radhouane Charbibnál. Címét 2007 augusztusában Leonyid Sztadnik vette el, aki több mint 20 cm-rel volt magasabb nála. (Sztadnik 2014 augusztusában elhunyt, ezáltal Pao visszakapta címét.)
2007. március 24-én – mongol szertartások szerint – vette feleségül Xia Shujiant (Hszia Su-csien), egy 28 éves eladót szülővárosából, Chifengből (Csefeng). A felesége 2008-ban lett várandós. 2008. október 2-án kisfiuk született.